# Codi ATC A06
El  codi ATC A06, descrit com Laxants, és una subgrup terapèutic de l'Anatomical, Therapeutic, Chemical Classification System (ATC). La classificació ATC és un sistema de codis alfanumèric desenvolupat per l'Organització Mundial de la Salut (OMS) per als fàrmacs i altres productes sanitaris. El subgrup A06 és part del grup anatòmic A Sistema digestiu i metabolisme.

Els codis per a ús veterinari (codis ATCvet) poden han estat creats afegint la lletra Q davant dels codis ATC humans: QA06... 
Les adaptacions estatals de la classificació ATC poden incloure codis addicionals no presents en aquesta llista, que segueix la versió de l'OMS.

## A06A Laxants
- A06AA Suavitzants, emol·lients
  - A06AA01 Parafina líquida
  - A06AA02 Docusat sòdic
  - A06AA51 Parafina líquida, combinacions
- A06AB Laxants de contacte
- A06AC Formadors de volum
- A06AD Laxants osmòtics
- A06AG Ènemes
- A06AX Altres laxants